# 清河汉城遗址
清河汉城遗址，位于北京市海淀区东升乡朱房村西南，是一处汉代古城遗址。

## 简介
清河汉城遗址为战国至汉代时期遗址，东临朱房村，南临清河，西邻京包高速公路、北京地铁13号线。该遗址是现存距北京城区最近的汉代古城遗址。该遗址是汉代军事城镇遗址，原始平面呈长方形，周长大约2000米，城墙为黄土夯筑，西、南城墙大部分保存，北、东城墙残迹依稀可辩。中华人民共和国成立后，1950年代，对该遗址共进行过5次发掘，其中在1954年、1955年、1958年3次发掘中，出土了大量兵器、农具。
1999年，“清河古城遗址”被列为海淀区重点文物保护单位。2001年，“清河汉城遗址”被列为北京市文物保护单位。但遗址常年失修，基本无人管理。
2010年，记者调查发现清河汉城遗址保护状况不佳，破坏严重。记者找到位于老毛纺厂西侧的清河汉城遗址所在地。遗址东南角竖立着“北京市文物保护单位”和“海淀区重点文物保护单位”两块石碑。清河村村委会主任张女士表示，现在遗址处十分破败，布满鸟粪和树木，西北角还有私搭乱建的民房。2009年9月，张主任曾向海淀区文化委员会提交关于保护清河汉城遗址的报告，提议将遗产区域围建起来，设立明显的保护标志，增设防火设施等等，但未获得明确回复。记者也了解到，文物部门曾希望让清河村出钱出力代管，但该村没能力保护遗址，故未接受此提议。清河村人盖房时常到遗址处挖土。2008年起，清河村委会开始建设出租房。2009年，北京市文物局起诉清河村委会告，要求后者拆除遗址周边的违章建筑，2010年判决书已生效，但遗址范围内仍有许多违章建筑。
2013年，京包高速北京五环至六环段正在施工，将同期对清河汉城遗址进行保护和修缮。2013年3月，京包高速项目管理处召开京包高速公路清河汉城遗址保护工程启动会，并且邀请了文物专家参加。此次施工将对城墙本体加以保护和修缮。